# Stanisław Bąk-Dzierżyński
Stanisław Bąk-Dzierżyński, ps. „Dzierżyński” (ur. 1918, zm. 23 września 1967 w Warszawie) – polski działacz partyjny i państwowy, prawnik, żołnierz Batalionów Chłopskich podczas II wojny światowej, starosta trzebnicki, przewodniczący Prezydium Wojewódzkiej Rady Narodowej w Kielcach (1956–1958).

## Życiorys
Urodził się w rodzinie chłopskiej z okolic Buska-Zdroju. W 1936 ukończył gimnazjum, kształcił się także w uniwersytecie ludowym. Należał w tym okresie do Związku Młodzieży Wiejskiej RP „Wici”. W okresie II wojny światowej zaangażowany w działalność partyzancką, uzyskał rangę kapitana. Walczył w szeregach Batalionów Chłopskich w Oddziale Mścisława Górki (pod dowództwem Józefa Maślanki), który podporządkował się Armii Ludowej. Od 1944 organizował druk prasy podziemnej, w tym „Myśli Ludowej” i „Jutrzenki” (pisma SL „Wola Ludu”). W trakcie wojny pozostawał zatrudniony w jajczarni Powiatowej Spółdzielni Rolniczo-Handlowej w Busku-Zdroju.
W okresie wojennym przystąpił do Polskiej Partii Robotniczej, przekształconej w 1948 w Polską Zjednoczoną Partię Robotniczą. Krótko po wyzwoleniu był zastępcą pełnomocnika rządu ds. reformy rolnej w województwie kieleckim. W 1945 został pierwszym po wojnie pełnomocnikiem Rządu RP na XVII Obwód Administracyjny – Trzebnica. W maju 1946 stanowisko to zostało przekształcone w fotel starosty trzebnickiego. Później kierował Prezydium Powiatowej Rady Narodowej w Ząbkowicach Śląskich, w międzyczasie ukończył studia prawnicze na Uniwersytecie Wrocławskim.
W 1952 powrócił na Kielecczyznę, został wicedyrektorem ds. administracyjno-finansowych w Zakładach Metalowych im. gen. Waltera w Radomiu i wykładowcą Wieczorowej Szkoły Inżynierskiej w Radomiu. W 1956 kierował również Wojewódzką Komisją Planowania Gospodarczego. Od 27 października 1956 do 12 lutego 1958 kierował Prezydium Wojewódzkiej Rady Narodowej w Kielcach. Następnie od lutego 1958 do śmierci pełnił funkcję wiceprzewodniczącego jej Prezydium. Był ponadto przewodniczącym Związku Bojowników o Wolność i Demokrację i Związku Ochotniczych Straży Pożarnych w województwie kieleckim.
26 września 1967 został pochowany na Cmentarzu Partyzanckim w Kielcach. Jego pogrzeb upamiętniono m.in. oficjalnym konduktem i wyłożeniem księgi pamiątkowej na kieleckim zamku.

## Odznaczenia
W 1946 odznaczony Srebrnym Krzyżem Zasługi za zasługi położone w walce z okupantem i udział w pracach konspiracyjnych w okresie okupacji. Otrzymał także Krzyż Kawalerski Orderu Odrodzenia Polski.